# Chris Achilleos
Chris Achilleos, né Christos Achilléos, en 1947 à Famagouste (Chypre du Nord) et mort le 6 décembre 2021, est un peintre et illustrateur britannique d'origine chypriote, spécialisé dans l'art fantastique et l'illustration glamour.

## Biographie
Né à Famagouste, à Chypre, sa famille émigre au Royaume-Uni en 1959, où il réside. Il étudie au Hornsey College of Art (en).
Son travail apparait dans les magazines Heavy Metal et Radio Times, sur des couvertures de livres (comprenant des séries basées sur le personnage de Conan le Barbare, les séries télévisées Doctor Who et Star Trek, ainsi que la série de Un livre dont vous êtes le héros avec Défis fantastiques (Fighting Fantasy), et dans des recueils de ses propres œuvres. Il participe également à divers projets cinématographiques, dont Métal hurlant et Willow, en tant qu'artiste conceptuel. Son affiche emblématique commandée en 1980 et représentant Taarna et son destrier en forme d'oiseau, figure toujours sur la version DVD du film Métal Hurlant. Il crée aussi une proposition d'affiche pour Blade Runner.
Achilleos créé la pochette controversée de l'album Lovehunter de Whitesnake en 1979, qui montre une femme nue chevauchant un serpent géant. Dans une interview accordée à MelodicRock, le chanteur Gary Hughes (en) déclare qu'à la suite de la controverse, Achilleos a « pour politique de ne plus travailler avec des groupes musicaux ». L'œuvre originale, ainsi que plusieurs autres créations, lui sont volées dans les années 1980 et vendues à un collectionneur privé. Cependant, il conçoit tout de même une pochette d'album et une illustration en 2003 pour l'opéra-rock Once and Future King Part I de Gary Hughes. Son influence se fait également sentir dans la vidéo de Kate Bush pour « Babooshka », dans laquelle le costume du personnage ressemble au portrait de couverture qu'il a fait de l'héroïne du roman La Maîtresse du Chaos (Raven - Swordsmistress of Chaos), publié en 1978.
Après 1990, il se consacre surtout à la conception de cartes à collectionner fantastiques ainsi qu'à la vente de gravures et d'œuvres d'art originales.
Chris Achilleos meurt le 6 décembre 2021, à l'âge de 74 ans,.

## Publications
Plusieurs recueils présentent diverses œuvres de l'artiste :
- La Belle et la bête, A. Mosley, 1979 ((en) Beauty and the Beast, 1978), 92 p.  (ISBN 978-2863380048)
- (en) Medusa, ICONIA Ltd, 1988
- (en) Sirens, 1986
- (en) Amazona, Titan Books Ltd, 2004, 128 p.  (ISBN 978-1840239676)